# The Wedge

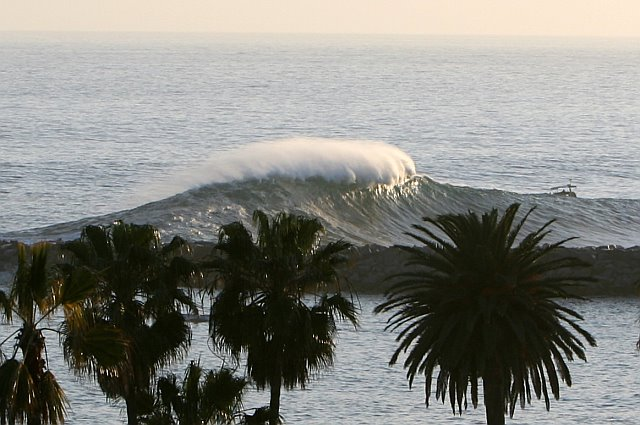
Swell de 4,5-5m (Photo prise depuis Corona Del Mar)

The Wedge, situé à côté de la jetée du port de Newport Beach, en Californie (États-Unis) est un spot de surf, de bodyboard et de skimboard.
Ce spot de surf est mondialement reconnu pour son Shore break massif (jusqu'à plus de 9 m). Quand le vent et la houle sont bien orientés (houle venant du sud) des dizaines de courageux accros à l'adrénaline chargent le spot, principalement en bodyboard, mais aussi en surf, bodysurf et même Stand up paddle.
Ce spot est très dangereux : il fait plusieurs morts chaque année, même chez les sauveteurs en mer. En cause : la présence constante de vagues énormes et très puissantes cassant dans une très faible profondeur d'eau (parfois moins de 60 cm), couplée à un fort courant emmenant les personnes à l'eau vers la jetée de pierre où les vagues viennent se briser.

## Histoire
La formation du spot de surf de The Wedge est un fruit du hasard : il a vu le jour après des travaux terminés le 23 mai 1936 qui visaient à améliorer le port de Newport Beach. C'est lors de ces travaux que la jetée de pierre a été construite. Elle permet de concentrer l'énergie des vagues, elle a donc fait naître le spot tel que l'on le connait aujourd'hui.

## Culture populaire
The Wedge a fait naître l'expression TOAD (pour "Take Off And Die"), littéralement "pars sur la vague et meurs".
Dans le début des années 1950 les adolescents faisaient souvent des soirées sur la plage de The Wedge. Ils la surnommaient 102 Beach car ils avaient l'habitude de boire de la Brew 102, une bière populaire de la Meier Brewing Co. 
Le légendaire guitariste Dick Dale a fait entrer cette plage dans la légende dans une chanson homonyme de 1963, qui fait partie de ses plus grands succès. 
The Wedge est apparue dans le film de Bruce Brown The Endless Summer. 
Le groupe de Pop punk All Time Low a mentionné The Wedge dans sa chanson Let It Roll de leur album de 2007, So Wrong, It's Right.